# Денден
Денден (араб. الدندان) — місто в Тунісі. Входить до складу вілаєту Мануба. Станом на 2004 рік тут проживало 24 732 осіб.